# Islas Vírgenes Británicas en los Juegos Olímpicos de Los Ángeles 1984
Las Islas Vírgenes Británicas estuvieron representadas en los Juegos Olímpicos de Los Ángeles 1984 por nueve deportistas masculinos que compitieron en dos deportes.
El portador de la bandera en la ceremonia de apertura fue el atleta Lindel Hodge. El equipo olímpico virgenense británico no obtuvo ninguna medalla en estos Juegos.